# Леже, Ив
Ив Леже (фр. Yves Léger; 8 января 1919, Порнише, Атлантическая Луара — 27 мая 1944, Шастель (Верхняя Луара) — участник французского сопротивления в годы Второй мировой войны.
Окончил факультета права и политических наук в Париже. Позже Национальный институт восточных языков и культур, свободно владел английским, немецким и арабским языками, посещал курсы в Восточной школе по изучению японского языка.
В начале Второй Мировой войны решил поступить на военную службу и был отправлен в Рамбуйе на курсы курсантов резерва. После Французской кампании, не имея возможности присоединиться к боевой части, несмотря на своё желание бороться с немцами, присоединился к движению сопротивления. Прошёл подготовку и тайно десантировался на парашюте в Оверни. Член разведывательной сети французского сопротивления и Центрального бюро разведки и действия
Занимался подготовкой к высадке разведчиков и проведения тайных операций «Сражающейся Франции».
Весной 1944 года во время встречи с лидерами местного сопротивления, был застигнут врасплох и убит агентами гестапо.

## Память
- В Шуази-ле-Руа его именем названа улица.